# ميشال طراد
ميشال طراد (1912 - 1998) هو شاعر لبناني، يعدّ من الرواد في كتابة الشعر العامي اللبناني الحديث، وقد غنّى العديد من الفنانين من شعره، وتُرجمت دواوينه إلى لغات أخرى مثل الإنجليزية والفرنسية، وكتبت عن أعماله الشعرية العديد من المقالات والأبحاث والدراسات الأكاديمية، منها أطروحة في جامعة كامبريدج في المملكة المتحدة.

## بدايات
ولد ميشال موسى متري طراد في بلدة زحلة البقاعية في 21 تشرين الأول (أكتوبر) 1912، وتوفي في 8 شباط (فبراير) 1998.
عاش طفولته بين زحلة وبعلبك وبلدة بسكنتا. وتعلّم في عدّة مدارس، بينها المدرسة الشّرقية في زحلة والفرير والجامعة الوطنية في عاليه، والكلية الأورثوذكسيّة في حمص بسورية. عمل مُدرّسًا لمدةٍ قصيرةٍ جدًا، ثم عُيِّن كاتبًا في دار الكتب الوطنية ببيروت، وبعدها موظفًا في المتحف الوطني اللبناني ومديرًا لهياكل بعلبك الأثرية لنحو ثلاثين عامًا. وقد لُقب بـ«العمود السابع»، وفي هذا اللقب الوسام إحالة على قلعة بعلبك بالأعمدة الستة.

سنة 1934 نشر قصيدة تحت عنوان «فرشة مفشكلة» (بالفصحى: سرير مبعثر)، ونشر في العام 1946 قصيدته «ليش» (بالفصحى: لماذا) في مجلة القيثارة، وواصل كتابة الشعر باللغة العامية، وهي لغة ”نابعة من القلب والروح، لغة الفم البسيطة الناعمة “، كما كان يحلو له أن يصفها. كان يُردّد أنّ:
مجد الشعر عندي فوق كل مجدٍ.. كلّ ظل يزول إلاّ ظلّ الشّعر.
نبغ في لبنان عددٌ من “شعراء العامية”، كان طراد في طليعتهم. تُرجِمَت أشعاره إلى الفرنسية والإنكليزية والإسبانية. ترك العديد من المؤلّفاتٍ الشعريّةً أبرزها: “جلنار” التي صدرت عام 1951 ورفعته إلى مصاف كبار الشعّراء. وله أيضًا: “دولاب"، "ليش؟”، “كاس ع شفاف الدّني”، “الغراب الأعور” و”عربيّي مخَلّعا”.

## نشاطه الأدبي والثقافي
كتب طراد إلى جانب الشعر العامي العديد من المقالات النقدية الساخرة، إذ كانت له زاوية كان يحررها في جريدة «البلاد» التي كانت تصدر في الربع الثالث من القرن العشرين، في زحلة.
يعدّ طراد رائد الشعر العامي اللبناني الحديث، ويردد الكثيرون قصائده التي غنتها فيروز ووديع الصافي ومارسيل خليفة من غير أن يعلموا أن صاحبها ظل وفيًّا للغة العامية طوال حياته. عاش طراد «شاعرًا ومات شاعرًا، ولم يتقن في حياته أمرًا آخر سوى الشعر. وحين كان يتكلم على الشعر لم يكن يتكلم إلا شعرًا. فهو لم يعرف كيف ينظّر للشعر ولا للقصيدة التي كان يتقن صنعتها أيما إتقان».
لقي شعر طراد ترحيب العديد من الأدباء والشعراء في لبنان والعالم العربي، فالشاعر اللبناني سعيد عقل قدم الطبعة الأولى من ديوانه «جلنار»، وقد شبّه صاحب الديوان بـ«النجمة الجديدة»، وقال: «إنه كان على ثقة في أن ميشال طراد سوف يخلد».
أما الشاعر اللبناني يوسف الخال فقد تبناه في مجلة شعر، إذ نشر فيها العديد من قصائده العامية بدءا من العدد الأول إذ كانت قصيدته الأولى بعنوان: «كزبي» (بالفصحى: كذبة)، وكتب الخال عنه غير مقالة في المجلة. كذلك رحب الشاعر أدونيس به في مجلة مواقف في سبعينيات القرن العشرين. وظل طراد «هو هو، شاعرًا فريدًا وخلوقاً، ولم تأخذ الشيخوخة من همته الشعرية، فظل يكتب حتى الرمق الأخير. وكان أصدر قبل أشهر من رحيله ديواناً هو ديوانه الأخير وعنوانه»المركب التائه".

### أسلوبه
جمع ميشال طراد بين السليقة والوعي الجمالي، وكان صاحب تجربة جعلته يتبوأ مركز الصدارة في الشعر العامي اللبناني. فقد أسس عالمًا قائمًا بذاته، عالمًا شعريًّا رحبًا بمعجمه اللبناني والجمالي وبمفرداته الرنانة. وكم كان متأنقًا في صوغ الأبيات، لكن من غير تكلف. فهو يكتب ببساطة ودقة في الحين عينه، يستسلم للعفوية، لكن بفطنة العارف والمتمرس. وهكذا كان فنان القصيدة، يبنيها بمتانة من غير أن يفقدها جماليتها الساطعة. وفي أحيان تصبح القصيدة بين يديه قطعة موسيقية من شدة تناغمها، قطعة تنساب انسيابًا لطيفًا وهادئًا.
ويلحظ الصحافي والشاعر اللبناني عبده وازن أن طراد لم ينغلق على الشعر العامي، «بل كان يرحب بأي شعر؛ عاميّا كان أم فصيحًا شرط أن يكون شعرًا أولاً وأخيرًا. ولم يكن بعيدًا من الحداثة الشعرية فهو في قلبها أسس الشعر العامي الجديد طاويًّا صفحة الزجل والشعر الشعبي. وغدت قصائده حديثة في المعنى العام للحداثة بعدما استطاع عبرها أن يخلق وحدة القصيدة وأن يزيل عنها الزوائد والحواشي، وأن يجعلها صنيعًا جماليًا صرفًا. ولئن سماه مارون عبود شاعرًا رمزيًّا، فهو كان منفتحاً على سائر المدارس، بل كان خارجها جميعاً». لم تخل قصائد طراد من الرومنطيقية التي وسمت الشعر اللبناني في عصر النهضة الثانية، ولم تخل كذلك من اللهب الوجداني الذي عرفته نثريات لجبران، ولا من الصنعة والدربة والمتانة التي تجلت في شعر سعيد عقل الذي تأثر به كما يقول الأديب مارون عبود الذي رأى «قرابة» شديدة بين ديوان «جلنار» باكورة طراد وديوان «رندلى» لسعيد عقل. وكاد عبود يتهم عقل بأخذه بعضاً من معجمه من طراد".

### دواوينه
نشر الشاعر ميشال طرد عدة دواوين شعرية، منها:
- جلنار - 1951 - أعيد طبع الديوان غير مرة، منها: في العام 1978 [18]، و1992 [19]
- دولاب - 1957 - و1993
- ليش - 1964 [20] - و2001
- كاس ع شفاف الدني - 1972 [21]- و2001
- عربيي مخلعا - 1986
- الغراب الأعور - 1986
- عيد الشحادين - 1992
- عيد الشحادين - 1992
- وردي بإيد الريح - 1993 [22]
- المركب التائه - 1997

أعادت دار لحد خاطر نشر جميع أعماله ضمن: سلسلة ميشال طراد.

### قصائد مغنّاة
غنت السيدة فيروز العديد من قصائد طراد، منها: يا حنينه - قالولي كن، وجلنار، وتخمين، وبكوخا يا بني، وأنت وأنا عم يسألونا كيف، وشادي
كذلك غنى وديع الصافي من كلماته: رح حلفك بالغصن يا عصفور، ع البال يا عصفورة النهرين....

## قيل فيه
وصف المفكر ميشال شيحا في مقدمته لديوان «جلنار»، ميشال طراد، بأنه:
«شاعر القلب، تعبق قصائده بأريج العظمة، وبموسيقى الحياة التي تجعل من العامية التي حملها ابعاد قلبه، لغة الآلهة. لذلك، صاغها جوهرة نقية، صافية، تحاكي شموخ الجبال، وتواضع الازهار».
ووصف الشاعر سعيد عقل، طراد، في مقدمته لديوان «جلنار» ايضاً، بأنه: 
«يحمل قلباً شفافاً، ينعكس على قصائده التي تخفق مثل البيلسان. وتضيء ليالي بلادنا، تبكي، تطير، ترفع الضجر من قلب الزمان».
قال عنه الشاعر عبده وازن:
«يصعب فعلاً اختصار شاعر في حجم ميشال طراد. وكم نحتاج فعلاً إلى أن نعود إليه، إلى شاعر أحدث تحولاً بارزاً ليس في الشعر اللبناني العامي فحسب، بل في الشعر اللبناني عموماً. إنه الشاعر الذي يبدأ به عهد شعري وبه ينتهي عهد شعري آخر».

## وصلات خارجية
- الشاعر الرائد ميشال طراد شبه منسي في ذكراه العشرين
- الشعر العامي لمارون عبود
- مسيرة ( ميشال طراد ) الشاعر اللبناني حامل مفاتيح بعلبك والغجري المدلل
- دفاتر فارس يواكيم: ميشال طراد... شاعر الورد والنسمات والغراب الأعور